# Серре (коммуна)
Серре (итал. Serre) — коммуна в Италии, располагается в регионе Кампания, в провинции Салерно.
Население составляет 5125 человек (на 2004 г.), плотность населения составляет 58 чел./км². Занимает площадь 66 км². Почтовый индекс — 84028. Телефонный код — 0828.
Покровителем коммуны почитается святитель Мартин Турский. Праздник ежегодно празднуется 11 ноября.

## Города-побратимы
- Благоевград, Болгария